# Paulianina
Genre
Paulianina est un genre d'insectes diptères nématocères de la famille des Blephariceridae.

## Liste d'espèces
Selon Catalogue of Life (20 avril 2019) :
- Paulianina alexanderi Stuckenberg, 1959
- Paulianina hova Alexander, 1952
- Paulianina ingens Stuckenberg, 1959
- Paulianina pamela Stuckenberg, 1959
- Paulianina rivalis Stuckenberg, 1959
- Paulianina robinsoni Alexander, 1956
- Paulianina silva Stuckenberg, 1959
- Paulianina umbra Stuckenberg, 1959